# .edu
.edu (от англ. education — образование) — общий домен верхнего уровня для образовательных учреждений. «Домен предназначен для аккредитованных высших учебных заведений США», и это намерение строго соблюдается.
Домен .edu был создан в январе 1985 года как один из семи первых общих доменов верхнего уровня. 24 апреля 1985 года cmu.edu, berkeley.edu, columbia.edu, purdue.edu, rice.edu, ucla.edu стали первыми шестью зарегистрированными доменными именами.